# Volvo Women's Open 1995
Volvo Women's Open 1995 — жіночий тенісний турнір, що проходив на відкритих кортах з твердим покриттям у Паттайї (Таїланд). Належав до турнірів 4-ї категорії в рамках Туру WTA 1995. Турнір відбувся вп'яте і тривав з 13 до 19 листопада 1995 року. Перша сіяна Барбара Паулюс здобула титул в одиночному розряді.

## Фінальна частина

### Одиночний розряд
Барбара Паулюс —  Jing-Qian Yi 6–4, 6–3
- Для Паулюс це був 2-й титул в одиночному розряді за рік і 4-й — за кар'єру.

### Парний розряд
Джилл Гетерінгтон /  Крістін Редфорд —  Крістін Годрідж /  Міягі Нана 2–6, 6–4, 6–3